# ساهاک تر-گابریلیان
ساهاک میرزایی تر-گابریلیان (ارمنی: Սահակ Միրզայի Տեր-Գաբրիելյան; انگلیسی: Sahak Ter-Gabrielian) سیاست‌مدار اهل ارمنستان بود که بین ۲۲ مارس ۱۹۲۸ تا ۱۰ فوریه ۱۹۳۵ نخست‌وزیر ارمنستان بود.
تر-گابریلیان از سال ۱۹۰۴ فعال کمونیست در شهر باکو بود. وی یکی از قربانیان دوره استالینیسم بود. وی در سال ۱۹۳۷ در دوره پاکسازی بزرگ درگذشت.